# Asianellus kazakhstanicus
Asianellus kazakhstanicus là một loài nhện trong họ Salticidae.
Loài này thuộc chi Asianellus. Asianellus kazakhstanicus được Dmitri Viktorovich Logunov & Heciak miêu tả năm 1996.